# Тактические построения в футболе
Тактическое построение в футболе, тактическая схема — определённая расстановка футболистов и их поведение во время игры с целью выполнения задач, установленных тренером. По стартовой позиции определённого игрока можно определить его главные задачи в матче.

## Нотация
Цифры означают количество игроков каждой линии, считая от вратаря. Первую (постоянную) линию — вратаря — в схемах обычно не упоминают. В случае трех цифр они обозначают, соответственно, количество защитников, полузащитников и нападающих. Например: 4-5-1 — четыре защитника, пять полузащитников, один нападающий. Большее число цифр означает дополнительные линии наряду с этими тремя; отнесение роли их игроков к тому или другому классу индивидуально для каждой схемы.

## История развития тактических схем
В 1863 году в Англии футбол отделился от регби, и были утверждены первые футбольные правила. В то время матчи проходили на очень низком уровне. Из одиннадцати игроков только вратарь и один защитник защищали собственные ворота, а остальные девять игроков толпились около ворот противника и пытались забить гол. Такое неравномерное деление не могло быть планомерным и тактически грамотным — нападающие полностью контролировали большую часть поля. В помощь защитнику в середину поля отошло два полузащитника. Они принимали участие в защите ворот, а во время атак не шли слишком близко к воротам соперника. О таком примитивном позиционировании уже можно было сказать: «тактическая схема». Формально её можно было назвать «1-2-7» (защитник, два полузащитника и семь нападающих).
Систему 1-2-7 применяла сборная Англии в начале 1870-х годов в матчах против шотландцев. Шотландия использовала на одного защитника больше — 2-2-6. Матч закончился 0-0. Со временем побеждённые переняли эту новинку.

## Классические построения

### Схема 2-3-5 («пирамида»)
В 1883 году команда Кембриджского университета вышла на игру с двумя защитниками (англ. full-backs) и тремя хавбеками (англ. half-backs), перед которыми играло пять форвардов (англ. forwards) (схема 2-3-5). Крайние полузащитники во время обороны следили за флангами, а средний играл ближе к нападению и часто становился одним из самых результативных игроков (например, Дьёрдь Шароши). В этой схеме средний нападающий оттягивался немного назад, создавая простор для фланговых игроков. Такую схему и применяли большинство ведущих команд в начале XX века (до 1930-х годов).
Прочие вариации:

#### Итальянская система («Методо»)
Отличалась особой ролью полусредних нападающих («инсайдов») — сразу после потери мяча они атаковали футболистов противника, становясь вместе с полузащитниками своеобразными «волнорезами» на дороге противника. Три форварда играли на острие: два крайних и центральный. Как правило, это были быстрые, жёсткие игроки с сильным и точным ударом (Сильвио Пиола, Раймундо Орси).

#### Австрийская система
Её разработали в 30-х годах. Основа совпадала с классической «пирамидальной». В обороне наибольшее внимание уделяли внутренней зоне перед своими воротами и густо заставляли её игроками. Эта система была рассчитана на атаку — кроме пяти нападающих, для создания численного преимущества в нападение шли один-два полузащитника. Таким образом можно было долгое время держать ворота противника в осаде. При свободной игре такое позиционирование практически идеально. Но из-за несовершенства системы во время быстрого перехода от атаки к обороне защитники имели серьёзные проблемы. Окончательно австрийцы отказались от такой расстановки только после чемпионата мира 1954 года.

#### Швейцарская система («замо́к»)
Швейцарские тренеры, понимая слабость национального футбола, старались расставить защитников как можно надёжнее. Главная идея системы «замок» — задний защитник. Он стоял позади линии четырёх игроков обороны и атаковал каждого, кто прорывался через первый эшелон защиты. Швейцарская система не сбалансирована, поскольку опирается только на защиту. Команде тяжело было играть на результат с такой расстановкой. В то же время это был важный шаг к совершенствованию игры в защите — швейцарцы показали умения соединять и персональную опеку, и зонную оборону.

### Схема с тремя защитниками — 3-2-5 («W-M», либо «дубль-вэ»)
В 1925 году ФИФА изменила правило про положение «вне игры»: теперь игрок не был «вне игры», если в момент передачи (на него) перед ним стояло как минимум два футболиста (то есть, в большинстве случаев — вратарь и один полевой игрок). До этого правило предусматривало трёх игроков. Защитники легко прерывали атаки противника — даже если вратарь и защитник стояли около самих ворот, другой защитник выбегал чуть ли не в центр поля и вся территория между ними была зоной офсайда. С 1925 года нападающие получили большую свободу действия по всей ширине поля. Одним пасом форварду можно было вывести его на опасную позицию как справа, так и слева. Два защитника уже не могли контролировать всю ширину поля. Нужно было оттянуть назад дополнительного игрока. После долгих экспериментов основные принципы игры с тремя защитниками сформулировал тренер «Арсенала» Герберт Чепмен. Благодаря эффективным нововведениям «Арсенал» за восемь лет пять раз выиграл чемпионат и дважды Кубок Англии. В связи со своеобразным расположением футболистов схему начали называть «дубль-вэ» или «дубль-вэ эм».
Задачи игроков в системе 3-2-5:
- 3 защитника. Правый защитник покрывает левого крайнего нападающего противника, левый — правого крайнего. Средний играет против центрфорварда.
- 2 хавбека играют против двух полусредних нападающих («инсайдов»). Большую часть времени помогают обороне.
- Первая линия нападения — два инсайда. Играют между полузащитниками и тремя нападающими на острие. Задачи: вывести на хорошую позицию одного из трёх форвардов впереди, а во время обороны отойти назад, мешая соперникам разыгрывать мяч в середине поля.
- Ближайшие к воротам противника — два крайних и средний нападающих. Задачи крайних: на скорости пройти флангом и дать пас среднему, который играет в штрафной площадке. Оборонительных функций практически не имели.

В СССР схема «дубль-вэ» стала развиваться с 1937 года после серии матчей советских команд против сборной Страны Басков.

### Схема 4-2-4 («бразильская»)
С середины 1950-х годов схемы игры с тремя защитниками начали постепенно изменяться. В первую очередь — в линии нападения. Средний нападающий все чаще отходил назад и играл роль организатора атак.
25 ноября 1953 года в Лондон на товарищеский матч против Англии приехала команда Венгрии. Журналисты и комментаторы были удивлены игрой номинального центрфорварда гостей Нандора Хидегкути, который постоянно оттягивался назад, вынуждая своего опекуна Гарри Джонстона идти за ним до середины поля. Английский защитник не был готов к таким ситуациям, не знал, что делать, и оставлял за спиной большую дыру в центре обороны. Этим пользовались остальные четыре венгерских нападающих. Венгрия разгромила англичан 6:3. Впервые за всю историю английского футбола сборная Англии на своем поле проиграла сборной с континента. Венгры были одними из пионеров схемы 4-2-4.
Окончательно мир принял новинку после чемпионата мира 1958 года, на котором такую расстановку использовала Бразилия, которая стала чемпионом.
Четыре игрока в обороне — надёжный залог того, что контратаку соперника можно будет остановить достойными силами. Таким образом, пространство около своих ворот стало плотнее заполненным футболистами, а это облегчило отбор мяча. В этой системе повысились возможности полузащитников — теперь они могли концентрироваться и на атакующих действиях (тогда как в схеме 3-2-5 полузащитники неотступно покрывали инсайдов соперника). Когда команда оборонялась, глубоко до середины поля возвращались все четыре нападающих. Таким образом они создавали себе простор для маневров и избегали попадания в офсайд.

### Катеначчо
Разработанная Эленио Эреррой  в 60-х гг. схема с акцентом на оборону и совершаемых тактических фолах. Катеначчо подразумевает высокую организацию игры и эффективную защиту, что позволяет свести к минимуму возможность прохождения через неё игроков соперника.
Ключевым нововведением в обороне была позиция свободного защитника (свипер или либеро), не привязанного персонально к нападающему соперника и играющему на отбой, а в атаке способного выполнять роль опорника. Другими нововведениями схемы были игра на контратаках, а так же расположение крайних защитников и полузащитников выше центральных и их активное подключение в атаку; последнее стало стандартным для современных тактических схем.
Катеначчо была первой откровенно прагматической схемой, нацеленной на надежный результат даже ценой потери зрелищности, обусловив таким образом переход от классического футбола к современному.

## Современные построения

### Схема 4-3-3 («тотальный футбол»)
Игроки, расположившиеся по данной схеме, равномерно покрывают все поле. При развитии атаки в атакующих действиях участвуют шесть человек, а защитники остаются на подстраховке. С учетом того, что вся атакующая группа находится в штрафной и около неё, защита выдвигается к центральной линии — чтобы не создавать разрывов между полузащитой и защитой. Это автоматически влечёт за собой выбор в пользу прессинга на чужой половине поля и уплотнения командного построения в зоне мяча. А значит, от защитников требуется уметь справляться с контратаками, которые начинаются длинным пасом на ход нападающим, а полузащите — быстро накрывать игрока, владеющего мячом, чтобы свести подобные контратаки к минимуму.
Главным же нововведением, сопровождавшим эту схему и давшим ей название, было то, что теперь роли игроков были не фиксированы. Каждый мог играть роль защитника, полузащитника или нападающего в зависимости от игровой ситуации. Эта "текучесть" позволила схеме победить итальянскую оборонительную схему катеначчо.
Происхождение и история
Эта схема игры ведёт своё начало, как и многие схемы, от 4-2-4. Успехи сборной Бразилии на чемпионатах мира сделали её популярной во всём мире. Однако, широкое использование показало не только её сильные стороны — а именно, атаку, но и слабости — в первую очередь, слабость в центре поля (в системе «дубль-вэ» было фактически четыре полузащитника, теперь их стало всего два). Поэтому было решено «пожертвовать» одним форвардом и перевести его в полузащиту. Так и появилась эта схема 4-3-3.
Золотым веком данной схемы игры являются 70-е годы XX века. Именно этой схемы придерживался «Аякс», трижды побеждавший в финалах Кубка Чемпионов. Эта схема была основной для сборной Нидерландов, популяризовавшей ее по всему миру.
Постепенно она уступила первенство схеме 4-4-2, которая имеет больший акцент на оборону и позволяет строить сбалансированную команду даже при отсутствии высококлассных игроков. Но и по сей день она применяется (в основном, клубами в Нидерландах и национальной сборной этой страны), хотя сейчас роли игроков в этой схеме несколько отличаются от тех, что были в «классической» 4-3-3.

#### Переосмысление
Каталонская «Барселона» при Хосепе Гвардиоле применила переосмысление этой схемы для обеспечения полного, или так называемого «тотального контроля» над мячом весь матч, что во многом позволило ей стать лучшей командой мира в 2009 году.
Крайние защитники и крайние нападающие здесь совмещают свою роль с ролью крайних полузащитников, соответственно, в атаке и обороне, а передние центральные полузащитники — инсайдов, что роднит схему со старой итальянской «методо» (так, например, в среде "продвинутых болельщиков" и футбольных специалистов следящих за глобальным процессом развития тактических схем в футболе конца второго десятилетия XXI века, обсуждался факт, ставший широко известным после назначения Маурицио Сарри на должность главного тренера лондонского «Челси», что итальянский специалист (на данное время являющийся, пожалуй, наиболее жёстким приверженцем применения схемы "4-3-3") специально устраивал неформальную встречу своего младшего друга Гвардиолы с "гуру" итальянской футбольной тактической школы Арриго Сакки).

### Схема 4-4-2
В этой схеме — два чистых нападающих. Парадоксально, но в современных условиях схема 4-4-2 является по сути оборонительной. Это связано с тем, что наиболее распространёнными сегодня схемами являются 4-2-3-1 и 4-3-3, в которых подразумеваются три центральных полузащитника. В схеме 4-4-2 им противостоят только два центральных полузащитника, больше ориентированных на оборонительные действия. Таким образом, преимущество в центральной зоне получает соперник, а позиционное развитие своих атак через центр становится трудным.
После отбора мяча защитники сразу пасуют мяч нападающим, либо мяч выводится вперёд через свободную фланговую зону. По сути, команда строит игру на контратаках. Желательна высокая физическая готовность и работоспособность всех игроков без исключения, высокая скорость у фланговых полузащитников. У форвардов желательна способность играть в жёсткий силовой футбол, принимать и сохранять мяч в условиях сильного противодействия, будучи в численном меньшинстве на своём участке поля.
Данная схема считается классической в английском футболе, но имеет свои особенности: обилие физической борьбы, навесы с правого фланга в направлении высокорослого нападающего.

### 4-4-1-1
Данная схема предполагает наличие четырех защитников, двух центральных и двух крайних полузащитников (действующих в одну линию), атакующего полузащитника и ярко выраженного бомбардира. Предполагается хорошее видение поля со стороны атакующего полузащитника и поддержка атаки с флангов. Гус Хиддинк во время своей работы со сборной России использовал эту схему, но атакующий полузащитник (чаще всего им был Андрей Аршавин) иногда смещался на фланг.

### 4-2-3-1
Основная схема в современном футболе. В нее играют практически во всех странах, за исключением Италии. Сбалансированно совмещает эффективную атаку и защиту при широкой свободе действий для игроков на поле.
Крайние защитники располагаются немного впереди центральных и при атаке поддерживают ее сбоку-сзади, выполняя роль крайних полузащитников. Центр поля контролирует "треугольник" центральных полузащитников, задние из которых также выполняют роль опорных, а передний является плеймейкером и/или ложной десяткой. Крайние полузащитники совмещают роль с ролью крайних нападающих.
При уходе крайнего защитника глубоко в атаку соответствующий крайний или центральный полузащитник подстраховывает его. Аналогично, центральные полузащитники подстраховывают центральных защитников, когда те приходят в штрафную соперника на розыгрыш стандартов.
При обороне крайние полузащитники отходят на уровень опорных, образуя с защитниками две выраженные линии по 4 человека. Плеймейкер и форвард при этом отходят до центра, навязывая там борьбу и предоставляя партнерам возможность для паса и контратаки в случае перехвата.

### 4-6-0
Данная схема играется без чистых нападающих. Над четырьмя защитниками располагаются шесть полузащитников, роль которых зависит от особенностей расстановки и тактических задач. Данную схему в начале 10-х годов XXI-го века использовала сборная Шотландии под руководством Крейга Левейна. Более распространенный вариант данной схемы с одним ложным нападающим был применен сборной Испании на Евро 2012.

### 4-4-2 «алмаз,ромб» (4-3-1-2)
Схема, которую в настоящее время часто используют в «Интернационале». В этой схеме — два нападающих, один атакующий полузащитник, три опорных полузащитника и четыре защитника. Схема 4-3-1-2 является по сути оборонительной. Команда, играющая с данной схемой, довольно мало владеет мячом, а развитие атак через фланги становится трудным. Для нормального функционирования данной схемы нужны высококлассные нападающие (Ибрагимович), поскольку нападающим при такой схеме часто приходится в поисках мяча отходить назад или на фланги.

### 4-3-2-1 («ёлочка»)
Данная схема состоит из 4 защитников, 3 опорников, 2 атакующих полузащитников и 1 нападающего.В схеме 4-3-2-1 атаку начинают три полузащитника. Они играют ближе к воротам соперника, так что в этой схеме очень важно иметь надежную защиту, чтобы успешно отражать контратаки. В атаке эта схема использует всего одного нападающего, но его поддерживают два форварда, которым необходим высокий навык передач и ударов с дальней дистанции. Схема 4-3-2-1 используется если надо контролировать центр поля и наносить множество ударов по воротам соперника.

### 5-3-2 и 3-5-2
Схема с 3 центральными защитниками. Основная схема в Италии. Крайние (полу)защитники являются латералями, отвечая за всю бровку. Таким образом, отнесение их к защитникам или полузащитникам условно.
Часто нужны сильные в оборонительном плане опорные полузащитники, способные также отдать первый пас. Если же крайние полузащитники не успевают вернуться в оборону, один из опорников «садится» на место центрального защитника, а центральные крайние расходятся по флангам. В атаке один из крайних центральных защитников выдвигается вперёд, в зависимости от расположения мяча. 2 опорных полузащитника выполняют функции разыгрывающих, крайние полузащитники должны быть способны обыграть один в один защитника и выполнить подачу в штрафную. Плеймейкер располагается под нападающими и должен уметь отдать последний пас. Один из нападающих выполняет функции таргетмэна (борьба за мяч в штрафной, игра «в стенку»), второй быстрый, ловкий, с хорошим ударом (может отходить в середину поля, для получения мяча и «разгона» атаки). Ярким примером в России является ПФК ЦСКА эпохи Валерия Газзаева, выигравший впервые для России Кубок УЕФА, а в мировом футболе — туринский «Ювентус» образца середины — третьей четверти 2010-х г.г. — и в целом итальянские команды либо команды с практикующими итальянскими тренерами, по большому счёту, заново введшими в современный футбол схему «с тремя центральными» (при том, что интересно, ближе к концу десятилетия лидер итальянского футбола последних лет гораздо чаще использует схему с двумя центрдефами, в основном играя по системе «4-3-3», ставшей «классикой» для команд, исповедующих супер-атакующий стиль в футболе конца второго десятилетия XXI века — испанских «Реала» и «Барселоны», английских «Манчестер Сити» и «Ливерпуля»).

### 3-3-3-1
Схема похожа на 4-6-0, но имеет 3 защитника и есть нападающий.

### 5-4-1
В данной схеме три центральных защитника, два крайних защитника, которые настроены как на оборону, так и на атаку, три опорных полузащитника, один атакующий полузащитник и один форвард. Схема оборонительная. Форвард часто изолирован от остальной команды. Игра команды основана на прорывах крайних защитников по флангам и последующих оттуда навесах на единственного форварда.

### 3-4-3
В данной схеме нужны оборонительные крайние полузащитники, которые при обороне опускаются назад и выполняют функции крайних защитников. По сути, при обороне схема 3-4-3 перестраивается в 5-2-3. В другом же варианте 2 крайних нападающих действуют ближе к середине поля, освобождая края для полузащитников. В этом случае крайние полузащитники отвечают за всю бровку, как в атаке, так и в обороне. Расстановка 3-4-3 является суператакующей, она очень восприимчива к контратакам, поэтому схема предполагает скоростных центральных защитников. Использовалось в Челси Тухеля и в Тоттенхэме Конте.

### 4-2-2-2
В этой схеме присутствуют четыре защитника, два опорных полузащитников, два атакующих полузащитников, которые играют как в центре, так и на флангах, и два нападающих.

### 4-1-2-1-2
В схеме присутствуют четыре защитника, один центральный опорный полузащитник, правый и левый полузащитник, центральный атакующий полузащитник, и два нападающих. Ключевой элемент схемы 4-1-2-1-2 - ромб из игроков в центре поля. При использовании этой тактической расстановки желательно иметь сильного опорного полузащитника, который станет помогать четверым защитникам. Хорошим дополнением к защитным навыкам станет высокий навык дриблинга, помогающий начать атаку. Левому и правому полузащитникам потребуется высокая скорость и навык навесов, чтобы отправлять мяч атакующему полузащитнику и двум форвардам. При этом они должны быть способны быстро вернуться назад, если мяч окажется у соперника.

### 4-2-1-3
Схема, используемая в настоящее время в Реале. Схема с ложной девяткой. Его роль исполняет человек, который старается разгонять атаки, связывая зону между опорниками, флангами атаки и центр. форвардом.